# Biła (rejon winnicki)
Biła (ukr. Біла) – wieś na Ukrainie, w obwodzie winnickim, w rejonie winnickim, w hromadzie Turbów. W 2001 liczyła 308 mieszkańców.